# Râpe (ustensile)
Pour les articles homonymes, voir Râpe.
Une râpe est un ustensile métallique destiné à râper des aliments plus ou moins durs, tels que du fromage, des noix de muscade, des carottes, des pommes de terre , des zestes d'agrumes…

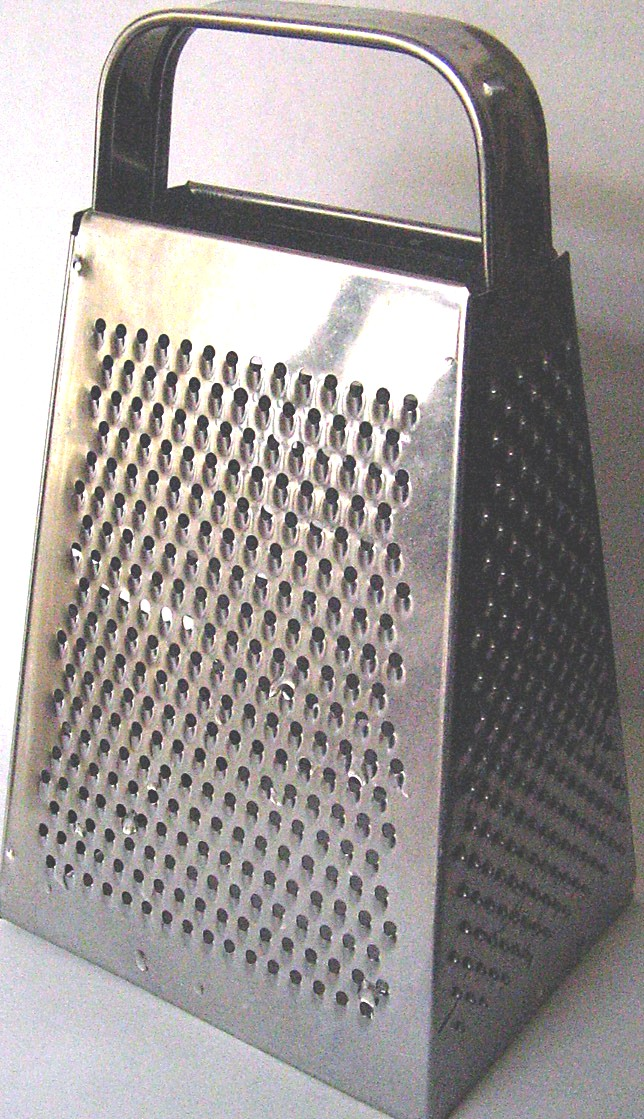
Râpe à fromage.
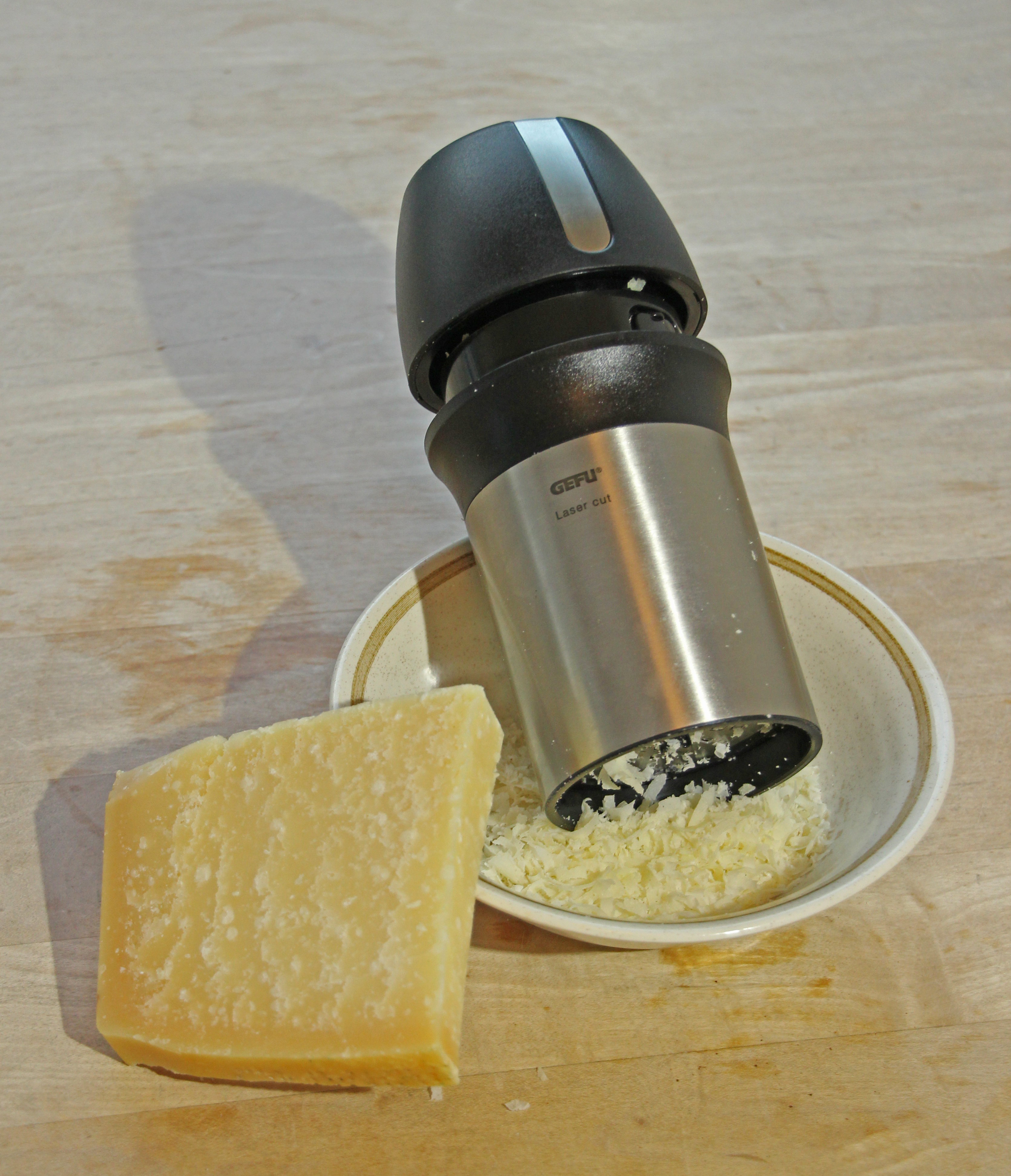
Râpe à parmesan.
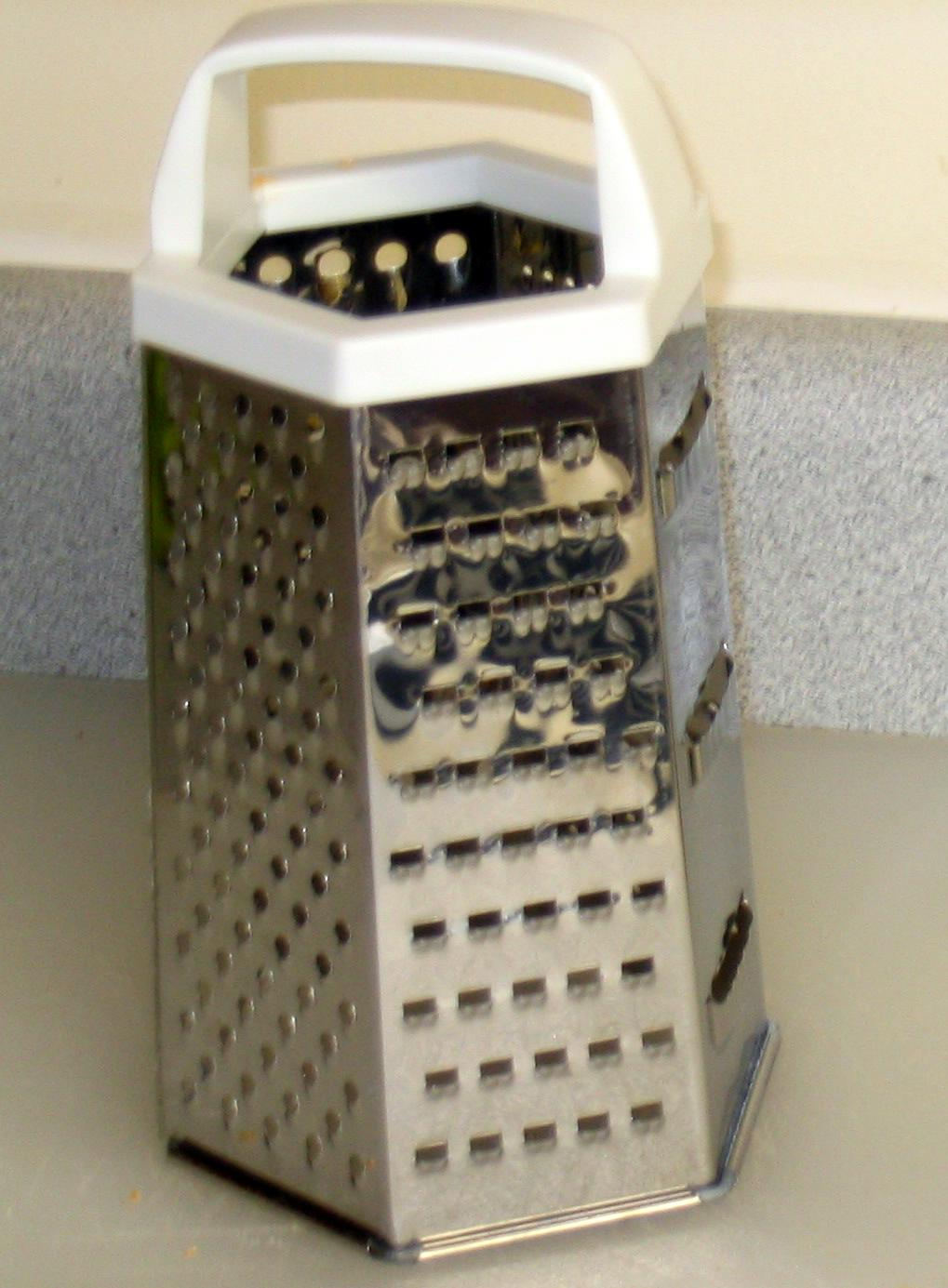
Râpe polyvalente.
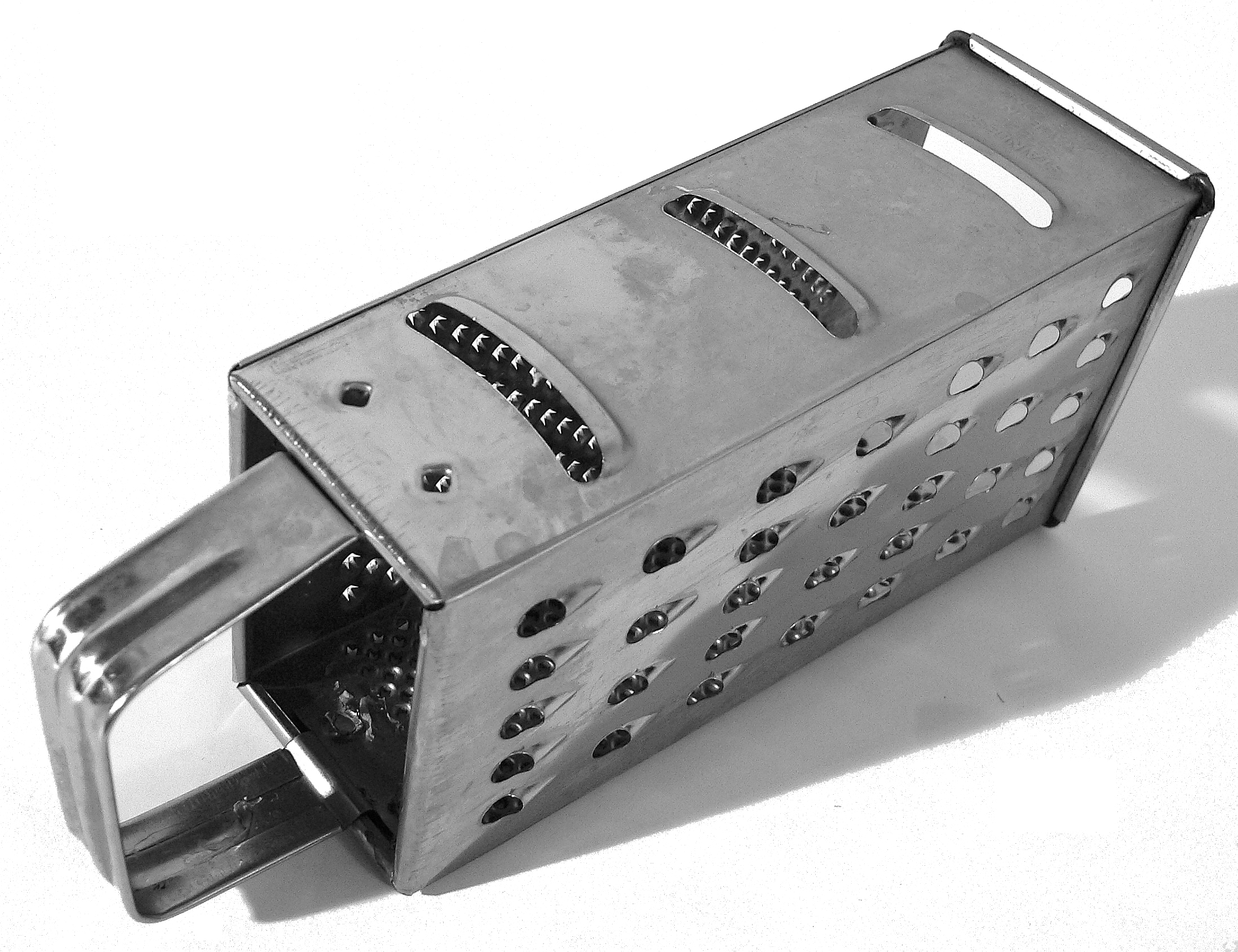
Râpe pour couper les légumes.
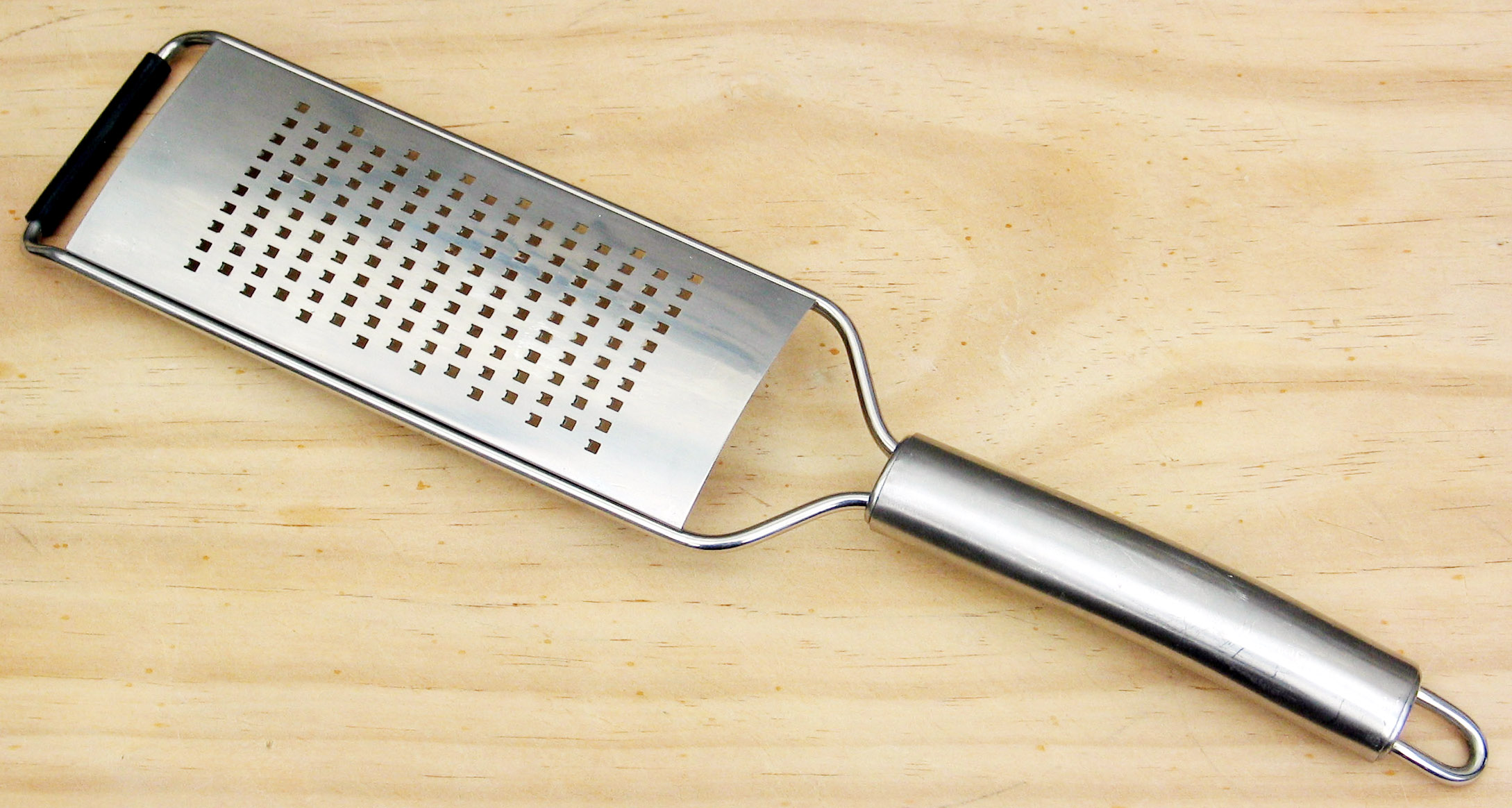
Un microplane.
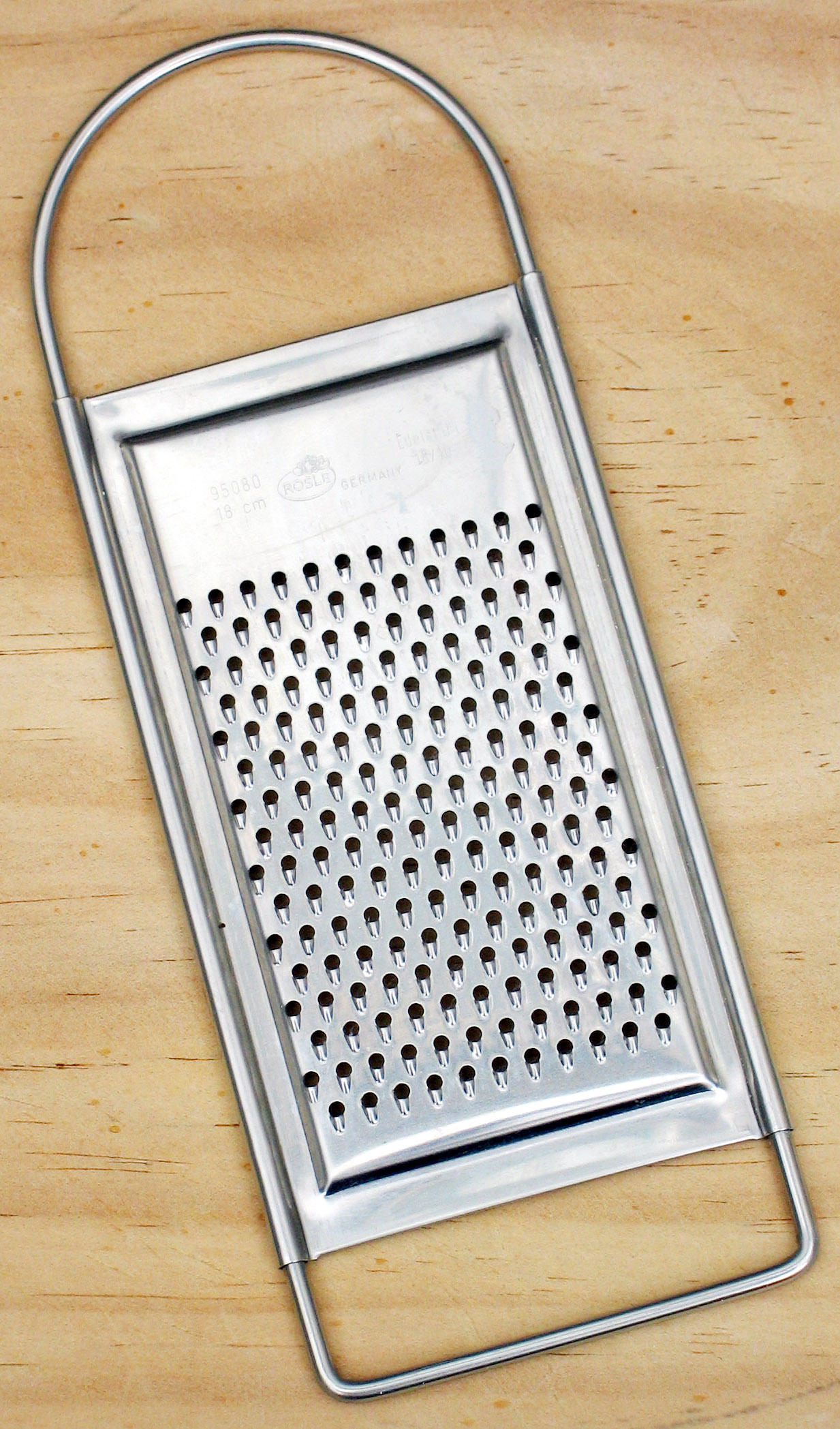
Râpe pour agrume.
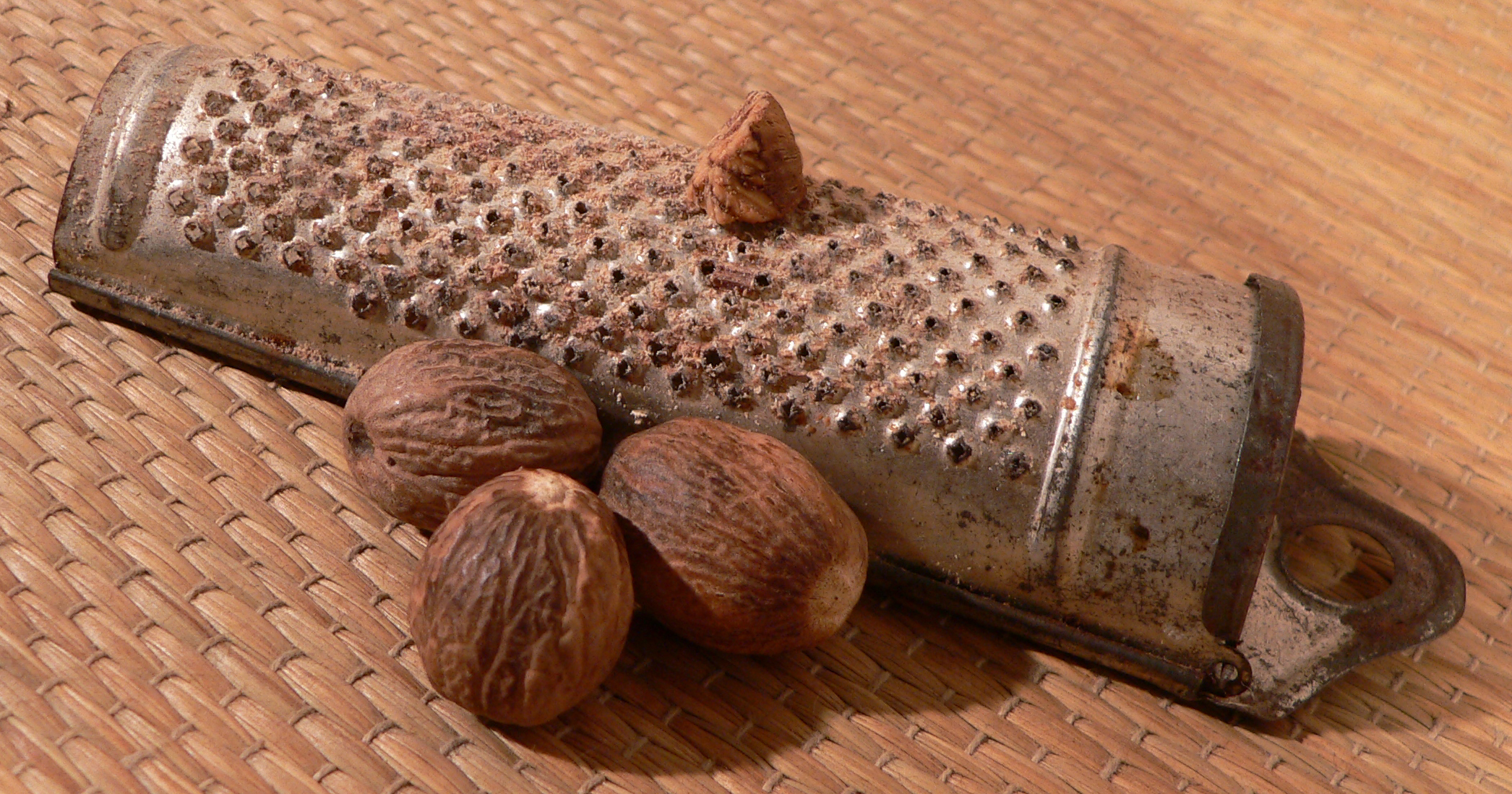
Râpe pour muscade.
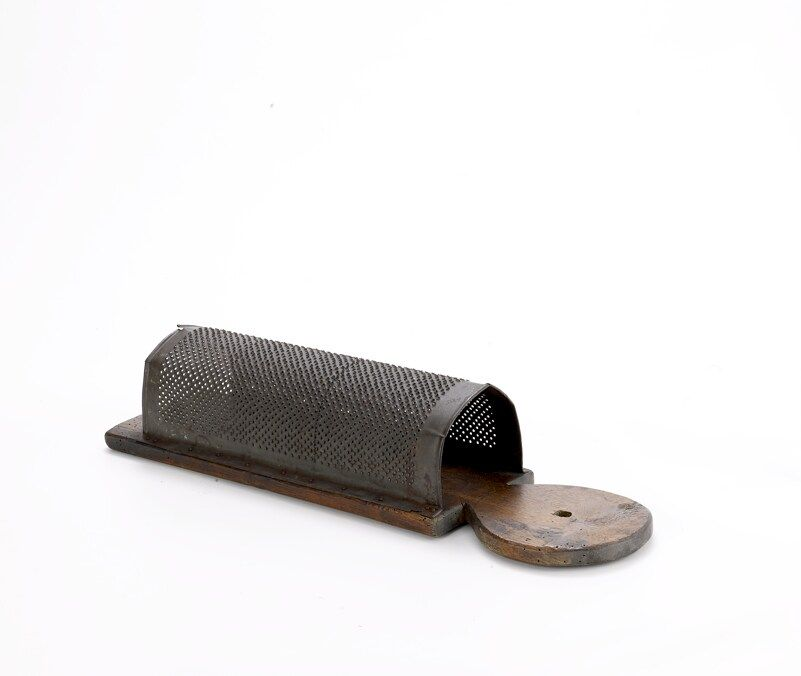
Râpe à pommes de terre (XIXe siècle), collections musées départementaux de la Haute-Saône.